# Sclerophrys blanfordii
Espèce
Synonymes
- Bufo blanfordii Boulenger, 1882
- Amietophrynus blanfordii (Boulenger, 1882)
- Bufo viridis somalacus Meek, 1897
- Bufo somalicus Calabresi, 1927
- Bufo sibiliai Scortecci, 1929

Statut de conservation UICN

 LC  : Préoccupation mineure
Sclerophrys blanfordii est une espèce d'amphibiens de la famille des Bufonidae.

## Répartition
Cette espèce se rencontre dans le Nord de la Somalie, à Djibouti, en Érythrée et dans deux localités du Nord-Est de l'Éthiopie.

## Étymologie
Cette espèce est nommée en l'honneur de William Thomas Blanford.

## Publication originale
- Boulenger, 1882 : Catalogue of the Batrachia Salientia s. Ecaudata in the collection of the British Museum, ed. 2, p. 1-503 (texte intégral).